# Erdsegen (Roman)
Erdsegen. Vertrauliche Sonntagsbriefe eines Bauernknechtes ist ein Roman in Briefform von Peter Rosegger. Er erschien im Jahr 1900 im Verlag Staackmann in Leipzig.

## Inhalt
Der Wiener Wirtschaftsjournalist Hans Trautendorfer wettet in der Silvesternacht 1899/1900 mit seinem Herausgeber Dr. von Stein um 20.000 Kronen, dass es ihm gelingen würde, seine gutdotierte und bequeme Stellung aufzugeben und stattdessen für ein ganzes Jahr die reichlich genossenen, urbanen Vergnügungen mit dem harten Leben eines Bergbauern-Knechts zu vertauschen.
Er stößt jedoch bereits bei der Suche nach einem bäuerlichen Arbeitgeber (der gewillt ist, einen sogenannten "Stadtfrack" und somit vermeintlich "gottlosen" Menschen als Knecht bei sich aufzunehmen) auf erste Schwierigkeiten und seine verklärte Vorstellung vom Landleben wird in der Folge durch den gnadenlosen Alltag endgültig zerstört.
Trotz mehrfacher Angebote des Herausgebers, die Wette für null und nichtig zu erklären und als Leiter der Wirtschaftsredaktion ins Pressewesen zurückkehren zu können, bleibt Trautendorfer aber – nach mehreren die Familie schwer belastenden Schicksalsschlägen – auf dem Hof und verliebt sich in die Tochter des Landwirts, die ein uneheliches Kind vom örtlichen Dorfschullehrer erwartet.
Die Geschichte endet mit dem Tod des alten "Adamshauser-Bauern" und der Hochzeit des ungleichen Paares. Trautendorfer bekommt das Geld aus der Wette nicht, weil es die Zeitung, bei der er angestellt war, nicht mehr gibt, und der Herausgeber Dr. von Stein verschwunden ist. Seine Briefe aus dem vergangenen Jahr werden aber als Buch veröffentlicht, wofür er ein Honorar von zehntausend Gulden erhält.

## Adaptionen
Erdsegen wurde von Felix Mitterer in Drehbuchform gebracht und von Karin Brandauer im Jahre 1985 in Gasen, in der Steiermark, für einen ORF/ZDF-Fernsehfilm in Szene gesetzt. Die Produktion, in der Dietrich Siegl die zentrale Figur, den Verfasser der „vertraulichen Sonntagsbriefe“ Hans Trautendorfer spielt, wurde 1986 mit dem Erich-Neuberg-Preis für den besten ORF-Fernsehfilm des Jahres 1985 ausgezeichnet.
Im Jahr 2011 wird der Roman vom Brandluckner Huab’n Theater als Theaterstück unter der Regie von Sigmut Wratschgo uraufgeführt.
2017 feierte Erdsegen als Theaterstück vom Gaststubentheater Gößnitz unter der Regie von Jürgen Gerger Premiere.